# والتر بي كرابتري
والتر بي كرابتري (بالإنجليزية: Walter P. Crabtree)‏ هو مهندس معماري أمريكي، ولد في 24 يونيو 1873 في روتشستر في الولايات المتحدة، وتوفي في 7 أكتوبر 1962.